# The Street (Derbyshire)
The Street és el nom medieval de la via romana que passava a través del Districte de Peak de Derbyshire, sortint del poble de Buxton (en llatí Aquae Arnemetiae) cap al sud-oest fins a on actualment hi ha la ciutat de Derby. La línia que seguia el camí es pot seguir avui en dia gràcies a algunes restes que hi ha des de Buxton fins a llocs com Carsington, on hi havia un assentament romà. Es creu que des de Carsington la via anava cap a l'est fins a Wirksworth i, allí, confluïa amb una ridgeway que anava fins als suburbis del nord de Derby, prop de Little Chester, el lloc de l'assentament romà de Derventio.